# Pavel Snurnicyn
Pavel Sergejevič Snurnicyn (Павел Сергеевич Снурницын; 10. ledna 1992 Jaroslavl – 7. září 2011 Jaroslavl) byl ruský hokejový útočník.

## Hráčská kariéra
Narodil se v Jaroslavli, kde s hokejem začínal v tamním klubu Lokomotiv Jaroslavl, se kterým prošel mládežnické kategorie. Od roku 2009 hrával v juniorské lize MHL za juniorku Jaroslavli, klub Loko. Po uplynutí dvou let odehrál celkem v lize 118 zápasů, v nichž nasbíral 43 bodů. Na začátku sezóny 2011/12 byl přizván do širšího kádru Lokomotivu Jaroslavl a s týmem odcestoval do úvodního zápasu proti HK Dynamo Minsk, kde měl debutovat v KHL. Jenomže při odletu z letiště Tunošna se letadlo nedaleko místa startu zřítilo. V troskách Snurnicyn zahynul.

## Klubová statistika
| Sezóna       | Klub                  | Soutěž       |     | Základní část | Základní část | Základní část | Základní část | Základní část |   | Play off | Play off | Play off | Play off | Play off |
| Sezóna       | Klub                  | Soutěž       | Z   | G             | A             | B             | TM            | Z             | G | A        | B        | TM       |          |          |
| 2008/2009    | Lokomotiv Jaroslavl-2 | 3.RSL        | 30  | 2             | 9             | 11            | 2             | 1             | 0 | 0        | 0        | 0        |          |          |
| 2009/2010    | Loko Jaroslavl        | MHL          | 64  | 9             | 7             | 16            | 28            | 3             | 0 | 0        | 0        | 0        |          |          |
| 2010/2011    | Loko Jaroslavl        | MHL          | 51  | 11            | 16            | 27            | 86            | –             | – | –        | –        | –        |          |          |
| Celkem v MHL | Celkem v MHL          | Celkem v MHL | 115 | 20            | 23            | 43            | 114           | 3             | 0 | 0        | 0        | 0        |          |          |